# Natta triguttata
Espèce
Natta triguttata est une espèce d'araignées aranéomorphes de la famille des Salticidae.

## Distribution
Cette espèce est endémique du Cap-du-Nord en Afrique du Sud,. Elle se rencontre vers Akkedis Pass.

## Description
La carapace du mâle holotype mesure 2,1 mm de long sur 1,5 mm et l'abdomen 2,0 mm de long sur 1,5 mm et la carapace de la femelle paratype 2,2 mm de long sur 1,5 mm et l'abdomen 3,1 mm de long sur 2,3 mm.

## Systématique et taxinomie
Cette espèce a été décrite par Haddad et Wesołowska en 2024.

## Publication originale
- Haddad & Wesołowska, 2024 : « On some new and poorly-known Chrysillini from arid western South Africa (Araneae, Salticidae). » African Invertebrates, vol. 65, no 2, p. 127-159 (texte intégral).